# Nekrolog 1874
Nekrolog
◄◄
| ◄
| 1870
| 1871
| 1872
| 1873
| 1874 | 1875 | 1876 | 1877 | 1878 | ► | ►►
Weitere Ereignisse | Allgemeiner Nekrolog 1874
Die Beschreibung der verstorbenen Person sollte so kurz wie möglich gehalten sein und nur deren signifikante Tätigkeit(en) enthalten.
Neue Namen ggf. auch unter dem Geburts- und Sterbedatum, also etwa unter 1. Januar und im Geburts- und Sterbejahr (2024) eintragen (nur bei entsprechender großer Wichtigkeit). Für Beispiele siehe die schon vorhandenen Artikel.
Außerdem über die fünf zuletzt Verstorbenen, zu denen es einen ausreichend guten Artikel für eine Präsentation auf der Hauptseite gibt, nach der todesbedingten Überarbeitung der Artikel ggf. auch unter Wikipedia Diskussion:Hauptseite informieren und sie am besten auch in den anderen Wikipedia-Sprachversionen eintragen. Tipp: Regelmäßig bei news.google.de nach „ist tot“, „gestorben“ oder „verstorben“ suchen.
Wenn eine Person gestorben ist, gibt es viele Seiten zu dieser Person in der Wikipedia, die davon auch betroffen sind und entsprechend aktualisiert werden müssen. Beispiele: Namenübersichtsseite, Geburtsjahr, Geburtsort-Seiten und viele mehr.
Wie finde ich die betroffenen Seiten?
Im Suchfeld auf der linken Seite gibt man den Suchbegriff so ein: „Vorname Nachname“. Dann klickt man auf Volltext und alle Seiten mit entsprechendem Suchtext werden aufgerufen. Hier sieht man dann schnell, wo auch das Todesjahr Sinn macht oder sogar ein Teil des Artikels angepasst werden muss. Auch hilft das „Werkzeug“ auf der linken Seite sehr gut, um solche Seiten aufzufinden: „Links auf diese Seite“. Somit ist die Wikipedia wieder aktuell in allen Bereichen! Hinweis: bei Eintragung der Kategorie „Gestorben JAHR“ wird der Missbrauchsfilter 49 ausgelöst, was jedoch nicht schlimm ist. Siehe: Spezial:Missbrauchsfilter/49
Dies ist eine Liste von im Jahr 1874 verstorbenen bekannten Persönlichkeiten. Die Einträge erfolgen innerhalb der einzelnen Daten alphabetisch sortiert. Tiere sind im Nekrolog für Tiere zu finden.

## Januar
| Tag        | Name                                             | Beruf, bekannt als                                                                    | Alter | Beleg |
| ---------- | ------------------------------------------------ | ------------------------------------------------------------------------------------- | ----- | ----- |
| 1. Januar  | Ioannis Filimon                                  | griechischer Historiker                                                               |       |       |
| 1. Januar  | Georg Finger                                     | deutscher Politiker                                                                   | 86    |       |
| 1. Januar  | John Hart                                        | englischer Geigenbauer                                                                | 68    |       |
| 1. Januar  | Gustav Heinrich Kratz                            | deutscher Politiker, pommerscher Gutsbesitzer                                         | 75    |       |
| 1. Januar  | Giacinto Namias                                  | italienischer Mediziner                                                               | 63    |       |
| 1. Januar  | Johann Georg Ramsauer                            | österreichischer Bergwerksbeamter (Hallstatt), Prähistoriker                          | 78    |       |
| 2. Januar  | Ernest Stanislas de Girardin                     | Politiker                                                                             | 71    |       |
| 3. Januar  | Theodor von Mörner                               | deutscher Historiker und Archivar                                                     | 56    |       |
| 4. Januar  | Wilhelm Amsinck                                  | hamburgischer Senatssyndikus                                                          | 80    |       |
| 4. Januar  | Christian Grabau                                 | deutscher Landschafts- und Tiermaler, Zeichenlehrer und Radierer                      | ≈64   |       |
| 4. Januar  | Thomas Gregson                                   | australischer Politiker                                                               | 77    |       |
| 5. Januar  | Ernst Gotthelf Gersdorf                          | deutscher Bibliothekar und Historiker, Direktor der Universitätsbibliothek Leipzig    | 69    |       |
| 5. Januar  | Rudolf von Krosigk                               | preußischer Offizier, zuletzt Generalleutnant                                         | 56    |       |
| 6. Januar  | Robert Emmett Bledsoe Baylor                     | US-amerikanischer Soldat, Rechtsanwalt, Richter, Pfarrer und Politiker                | 80    |       |
| 6. Januar  | Johanna Anthonia Lammers                         | niederländische Stifterin von Hofjes und Wohltäterin                                  | 86    |       |
| 6. Januar  | August Ludwig zu Sayn-Wittgenstein-Berleburg     | General und nassauischer Staatsminister                                               | 85    |       |
| 7. Januar  | John Burton Thompson                             | US-amerikanischer Politiker                                                           | 63    |       |
| 8. Januar  | Charles Étienne Brasseur de Bourbourg            | französischer Historiker, Ethnologe und Archäologe                                    | 59    |       |
| 8. Januar  | Anton Ruland                                     | deutscher katholischer Priester, Bibliothekar und Politiker                           | 64    |       |
| 8. Januar  | Eduard Schleich der Ältere                       | deutscher Maler                                                                       | 61    |       |
| 9. Januar  | Hermann Friedrich Autenrieth                     | deutscher Mediziner                                                                   | 74    |       |
| 11. Januar | Gail Borden                                      | US-amerikanischer Unternehmer, Landvermesser, Zeitungsverleger und Erfinder           | 72    |       |
| 11. Januar | Christoph Liebich                                | böhmischer Forstmann und Forstwissenschaftler                                         | 90    |       |
| 12. Januar | Christian Feddersen                              | deutscher evangelischer Pastor und Begründer der friesischen Bewegung                 | 87    |       |
| 12. Januar | Ray Hicks                                        | britischer Radrennfahrer                                                              | 56    |       |
| 12. Januar | Gerard Conrad Bernard Suringar                   | deutscher Mediziner und Historiker                                                    | 71    |       |
| 13. Januar | Victor Baltard                                   | französischer Architekt                                                               | 68    |       |
| 13. Januar | Mathäus Edenberger                               | österreichischer Politiker                                                            | 62    |       |
| 13. Januar | Franz Joseph Valentin Dominik Maurer             | deutscher Alttestamentler, Hebraist und Geistlicher                                   | 78    |       |
| 13. Januar | Charles Rogers                                   | US-amerikanischer Politiker                                                           | 73    |       |
| 14. Januar | Ernst Wilhelm Grebe                              | deutscher Mathematiker                                                                | 69    |       |
| 14. Januar | Edmund von Hatzfeldt                             | preußischer Standesherr                                                               | 75    |       |
| 14. Januar | Johann George Hossauer                           | deutscher Hofgoldschmied, Unternehmer und Erfinder                                    | 79    |       |
| 14. Januar | Johann Nepomuk Passini                           | österreichischer Kupferstecher und Maler                                              | 75    |       |
| 14. Januar | Philipp Reis                                     | deutscher Physiker und Erfinder                                                       | 40    |       |
| 14. Januar | Thomas N. Stilwell                               | US-amerikanischer Politiker                                                           | 43    |       |
| 14. Januar | Ludwig Westerweller von Anthoni                  | hessischer General und Hofmarschall                                                   | 82    |       |
| 15. Januar | Bernhard Hirschel                                | deutscher Politiker und Mediziner                                                     | 59    |       |
| 16. Januar | Duncan Pell                                      | US-amerikanischer Politiker                                                           | 66    |       |
| 16. Januar | Max Johann Sigismund Schultze                    | deutscher Anatom und Zoologe                                                          | 48    |       |
| 17. Januar | Karoline Günther-Bachmann                        | deutsche Schauspielerin und Opernsängerin                                             | 57    |       |
| 17. Januar | Chang Bunker                                     | thailändischer Mann, mit seinem Bruder Eng Namensgeber der „siamesischen Zwillinge“   | 62    |       |
| 17. Januar | Eng Bunker                                       | thailändischer Mann, mit seinem Bruder Chang Namensgeber der „siamesischen Zwillinge“ | 62    |       |
| 17. Januar | Claude de Perrot                                 | Schweizer evangelischer Geistlicher und Hochschullehrer                               | 84    |       |
| 17. Januar | Maria Theresia von Portugal                      | portugiesische Adelige                                                                | 80    |       |
| 17. Januar | Maciej Rybiński                                  | polnischer General                                                                    | 89    |       |
| 17. Januar | Josef Salzmann                                   | österreichischer Priester, Theologe und Missionar                                     | 54    |       |
| 18. Januar | Friedrich Wilhelm Rembert von Berg               | russischer Feldmarschall                                                              | 79    |       |
| 18. Januar | Charles François Berton                          | französischer Schauspieler                                                            | 53    |       |
| 18. Januar | Ludwig Mayle                                     | deutscher Maler                                                                       | 79    |       |
| 19. Januar | August Heinrich Hoffmann von Fallersleben        | deutscher Dichter und Germanist, Verfasser des „Lieds der Deutschen“                  | 75    |       |
| 20. Januar | David Hubbard                                    | US-amerikanischer Rechtsanwalt und Politiker                                          |       |       |
| 21. Januar | Euphrosyne Parepa-Rosa                           | englische Opernsängerin                                                               | 37    |       |
| 21. Januar | Rachel Zuntz                                     | deutsche Unternehmerin                                                                |       |       |
| 22. Januar | Arnold Kitz                                      | deutscher Jurist, Landtagspräsident und Reichstagsabgeordneter                        | 66    |       |
| 23. Januar | Karl Eisner                                      | Musiker (Horn) und Komponist                                                          | 71    |       |
| 23. Januar | Henry Villiers-Stuart, 1. Baron Stuart de Decies | britischer Adliger und Politiker, Mitglied des House of Commons                       | 70    |       |
| 24. Januar | Adam Black                                       | schottischer Verleger                                                                 | 89    |       |
| 24. Januar | Wilhelm Gueinzius                                | deutscher Pharmazeut und Naturforscher                                                | 60    |       |
| 26. Januar | Wilhelm von der Horst                            | preußischer Generalleutnant                                                           | 87    |       |
| 26. Januar | Ludwig von Lottner                               | deutscher Gutsbesitzer und Politiker (LRP), MdR                                       | 52    |       |
| 27. Januar | Félix Édouard Guérin-Méneville                   | französischer Entomologe, Makaloge und Tierillustrator                                | 74    |       |
| 28. Januar | Georg Friedrich Brand                            | Landtagsabgeordneter Großherzogtum Hessen                                             |       |       |
| 28. Januar | Ludwig Karl Wilhelm von Gablenz                  | österreichischer General                                                              | 59    |       |
| 28. Januar | Stanisław Konstanty Pietruski                    | galizischer Pomologe, Entomologe und Ornithologe                                      | 62    |       |
| 28. Januar | James Thompson                                   | US-amerikanischer Jurist und Politiker                                                | 67    |       |
| 29. Januar | Heinrich Karl Brandes                            | deutscher Philologe, Reiseschriftsteller und Gymnasiallehrer                          | 75    |       |
| 29. Januar | Hermann Guthe                                    | deutscher Geograf, Hochschullehrer und Sachbuchautor                                  | 48    |       |
| 30. Januar | Peter Jenny                                      | Schweizer Politiker                                                                   | 73    |       |
| 30. Januar | Ramalinga Swamigal                               | indischer Heiliger                                                                    | 50    |       |
| 31. Januar | Enno Wilhelm Hektor                              | deutscher Autor sozialkritischer Bücher, von Gedichten und Theaterstücken             | 53    |       |

## Februar
| Tag         | Name                                     | Beruf, bekannt als                                                                                     | Alter | Beleg |
| ----------- | ---------------------------------------- | --- | ----- | ----- |
| 2. Februar  | Lukas Jäger                              | deutscher Arzt, Abgeordneter, Verleger und Publizist                                                   | 62    |       |
| 2. Februar  | Christian Traugott Otto                  | deutscher lutherischer Theologe und Pädagoge                                                           | 82    |       |
| 3. Februar  | John Henry Anderson                      | schottischer Zauberkünstler, Erfinder und Autor                                                        | 59    |       |
| 3. Februar  | Arnold Hermann Lossow                    | deutscher Bildhauer                                                                                    | 68    |       |
| 3. Februar  | William Charles Lunalilo                 | hawaiischer König                                                                                      | 39    |       |
| 3. Februar  | Christian Ehrenfried Püschel             | sächsischer Jurist und Kommunalpolitiker, Mitglied der Zweiten Kammer der Sächsischen Ständevertretung |       |       |
| 3. Februar  | John Prince-Smith                        | deutscher Volkswirt und Politiker (NLP), MdR, Manchesterliberaler in Deutschland                       | 65    |       |
| 4. Februar  | Hartvig Nissen                           | norwegischer Lehrer und Schulreformer                                                                  | 58    |       |
| 5. Februar  | Johann Friedrich Bellermann              | deutscher Philologe und Pädagoge                                                                       | 78    |       |
| 5. Februar  | Alfred Conkling                          | US-amerikanischer Jurist und Politiker                                                                 | 84    |       |
| 5. Februar  | Pablo de la Guerra                       | US-amerikanischer Politiker                                                                            | 54    |       |
| 5. Februar  | Moriz Haupt                              | deutscher klassischer Philologe und Germanist                                                          | 65    |       |
| 5. Februar  | Friedrich Lommel                         | nassauischer Kaufmann und Landtagsabgeordneter                                                         | 69    |       |
| 6. Februar  | Oskar Jänicke                            | deutscher Philologe                                                                                    | 34    |       |
| 7. Februar  | Bernhard Josef Hilgers                   | deutscher Theologe                                                                                     | 70    |       |
| 7. Februar  | Julius Mühling                           | deutscher Schauspieler, Regisseur und Theaterdirektor                                                  | 80    |       |
| 8. Februar  | Joseph-Bruno Guigues                     | französischer Ordensgeistlicher und römisch-katholischer Bischof von Ottawa                            | 68    |       |
| 8. Februar  | Herman Merivale                          | englischer Staatsbeamter und ebenfalls als Autor tätig                                                 | 67    |       |
| 8. Februar  | Carl Heinrich Remé                       | deutscher Architekt                                                                                    | 42    |       |
| 8. Februar  | David Friedrich Strauß                   | deutscher Schriftsteller, Philosoph und Theologe                                                       | 66    |       |
| 9. Februar  | Josef Bargetze                           | liechtensteinischer Politiker                                                                          | 63    |       |
| 9. Februar  | Gotthilf Berger                          | Kaufmann, Wohltäter, Ratsherr                                                                          | 79    |       |
| 9. Februar  | Jules Michelet                           | französischer Historiker                                                                               | 75    |       |
| 9. Februar  | Sophie de Ségur                          | französische Schriftstellerin russischer Herkunft                                                      | 74    |       |
| 10. Februar | Eudoxius von Hormuzaki                   | österreichisch-rumänischer Historiker und Politiker                                                    | 61    |       |
| 10. Februar | Xaver von Segesser von Brunegg           | Schweizer Architekt und Hotelier                                                                       | 59    |       |
| 11. Februar | Alfred Heyne                             | deutscher Verwaltungsjurist                                                                            | 81    |       |
| 11. Februar | Nicholas Trist                           | US-amerikanischer Diplomat                                                                             | 73    |       |
| 12. Februar | Francis Pettit Smith                     | britischer Erfinder                                                                                    | 66    |       |
| 13. Februar | Friedrich Burgmüller                     | deutscher Komponist                                                                                    | 67    |       |
| 13. Februar | Daniel Chantepie de la Saussaye          | niederländischer Theologe                                                                              | 55    |       |
| 13. Februar | Alexander Nikolajewitsch von Lüders      | russischer General                                                                                     | 84    |       |
| 13. Februar | Franz Taurinus                           | deutscher Mathematiker                                                                                 | 79    |       |
| 14. Februar | Adolfo Ballivián Coll                    | bolivianischer Militär, Autor, Politiker und bolivianischer Präsident                                  | 42    |       |
| 14. Februar | Armand Barthet                           | französischer Schriftsteller                                                                           | 53    |       |
| 14. Februar | Friedrich Wilhelm von Cotta              | Leiter der sächsischen Forstvermessungsanstalt                                                         | 77    |       |
| 14. Februar | Robert C. De Large                       | US-amerikanischer Politiker                                                                            | 31    |       |
| 14. Februar | Fidelis Schabet                          | Bildnis-, Heiligen- und Historienmaler                                                                 | 60    |       |
| 15. Februar | William Boulton                          | kanadischer Anwalt, Politiker Bürgermeister von Toronto                                                | 61    |       |
| 15. Februar | Franz Hölzl                              | österreichischer Orgelbauer                                                                            | 48    |       |
| 15. Februar | Franz Karl Lott                          | österreichischer Philosoph und Hochschullehrer                                                         | 67    |       |
| 15. Februar | August Friedrich Rapp                    | Stadtschultheiß von Tübingen (1857 bis 1874)                                                           | 66    |       |
| 15. Februar | Joseph von Schreibers                    | Jurist und Landwirtschaftler                                                                           | 80    |       |
| 15. Februar | Camillo Tarquini                         | italienischer Geistlicher, Kirchenrechtler und Kardinal                                                | 63    |       |
| 16. Februar | Johann Hermann Duntze                    | deutscher reformierter Pastor und Historiker                                                           | 84    |       |
| 17. Februar | Adolphe Quetelet                         | belgischer Astronom und Statistiker                                                                    | 77    |       |
| 18. Februar | Claudius Dabon                           | österreichischer Politiker                                                                             | 70    |       |
| 18. Februar | Louis Wigfall                            | US-amerikanischer Politiker der Demokratischen Partei                                                  | 57    |       |
| 19. Februar | Carl Ernst Bock                          | deutscher Anatom                                                                                       | 64    |       |
| 21. Februar | Anastasius Fortunatus Raimondus Grallert | deutscher Schlachtermeister und Politiker, MdHB                                                        | 68    |       |
| 21. Februar | Joseph von Lindwurm                      | deutscher Arzt                                                                                         | 49    |       |
| 22. Februar | Gottfried Friedrich Franz Loeffler       | preußischer Militärarzt, Unterzeichner der Genfer Konvention (1864)                                    | 58    |       |
| 22. Februar | Heinrich von Maltzan                     | deutscher Schriftsteller und Orientalist                                                               | 47    |       |
| 23. Februar | Maria Luisa von Neapel-Sizilien          | Prinzessin von Bourbon und Neapel-Sizilien                                                             | 19    |       |
| 23. Februar | August Metz                              | deutscher Politiker (NLP), MdR                                                                         | 55    |       |
| 24. Februar | Julius Adam                              | deutscher Genremaler und Lithograph                                                                    | 53    |       |
| 24. Februar | John Bachman                             | US-amerikanischer Naturgelehrter und Priester                                                          | 84    |       |
| 24. Februar | Alessandro Barnabò                       | italienischer Geistlicher, Kurienkardinal                                                              | 72    |       |
| 24. Februar | Joseph Buffum                            | US-amerikanischer Politiker                                                                            | 89    |       |
| 26. Februar | George Hesekiel                          | deutscher Journalist und Schriftsteller                                                                | 54    |       |
| 27. Februar | Carlos Manuel de Céspedes                | kubanischer Freiheitskämpfer, Begründer der kubanischen Nation                                         | 54    |       |

## März
| Tag      | Name                                       | Beruf, bekannt als                                                            | Alter | Beleg |
| -------- | ------------------------------------------ | ----------------------------------------------------------------------------- | ----- | ----- |
| 1. März  | Walter Kautz                               | deutscher Kommunalpolitiker, Mitglied der kurhessischen Ständeversammlung     |       |       |
| 1. März  | John Millson                               | US-amerikanischer Politiker                                                   | 65    |       |
| 1. März  | Wilhelm Christian Schenck zu Schweinsberg  | Gutsbesitzer                                                                  | 65    |       |
| 2. März  | Neil Arnott                                | schottischer Arzt                                                             | 85    |       |
| 2. März  | Morgan Bates                               | US-amerikanischer Politiker                                                   | 67    |       |
| 2. März  | Nathan K. Hall                             | US-amerikanischer Jurist und Politiker                                        | 63    |       |
| 3. März  | Walter Ludwig Beuther                      | Bürgermeister und Abgeordneter                                                | 57    |       |
| 3. März  | Louis Plaidy                               | deutscher Pianist, Klavierpädagoge und Komponist                              | 63    |       |
| 3. März  | Charles Quaedvlieg                         | niederländischer Genre-, Historien-, Tier-, Landschafts- und Vedutenmaler     | 50    |       |
| 4. März  | Friedrich Fischer                          | deutscher Webermeister und Politiker, MdL                                     | 58    |       |
| 5. März  | Charles Fuchs                              | deutscher Lithograph und Fotograf                                             | 70    |       |
| 5. März  | Elise Schleiden                            | deutsche Malerin                                                              | 88    |       |
| 5. März  | Philipp Hoffmeister                        | reformierter Prediger, Märchensammler, Zeichner und Naturkundler              | 69    |       |
| 6. März  | Louise Gräfin Danner                       | morganatische Ehefrau von König Friedrich VII. von Dänemark                   | 58    |       |
| 6. März  | Johann Christian Wilhelm August Hopfensack | deutscher Theologe, Pädagoge und Dichter                                      | 72    |       |
| 7. März  | Karl Ludwig Elsäßer                        | deutscher Arzt                                                                | 65    |       |
| 7. März  | Johannes Maria von Renard                  | deutscher Industrieller und Politiker, MdR                                    | 44    |       |
| 8. März  | Konrad Dietz                               | Bürgermeister und Landtagsabgeordneter Großherzogtum Hessen                   | 79    |       |
| 8. März  | Millard Fillmore                           | US-amerikanischer Politiker, Präsident der USA (1850–1853)                    | 74    |       |
| 8. März  | Carl Georg Gottlob Nittinger               | deutscher Mediziner und Impfgegner                                            | 66    |       |
| 9. März  | Joseph Casavant                            | kanadischer Orgelbauer                                                        | 67    |       |
| 10. März | Jean Cruveilhier                           | französischer Arzt                                                            | 83    |       |
| 10. März | Jacques Martin                             | Schweizer evangelischer Geistlicher                                           | 79    |       |
| 10. März | Karl Wilhelm Schurig                       | deutscher Maler und Illustrator                                               | 55    |       |
| 11. März | Balthasar Conrad Euler                     | deutscher Orgelbauer                                                          | 82    |       |
| 11. März | Moritz Hermann von Jacobi                  | deutscher Physiker und Ingenieur                                              | 72    |       |
| 11. März | Charles Sumner                             | US-amerikanischer Staatsmann                                                  | 63    |       |
| 13. März | Joshua A. Lowell                           | US-amerikanischer Politiker                                                   | 72    |       |
| 14. März | Johann Heinrich von Mädler                 | deutscher Astronom                                                            | 79    |       |
| 15. März | Otto Moritz von Vegesack                   | russischer Diplomat                                                           | 66    |       |
| 16. März | Christiaan Lodewijk Willem Dreibholtz      | niederländischer Marinemaler, Aquarellist und Lithograf                       | 74    |       |
| 16. März | Otto Krisch                                | österreichischer Polarforscher                                                | 28    |       |
| 16. März | Heinrich Schaumberger                      | deutscher Lehrer und Schriftsteller                                           | 30    |       |
| 18. März | Ossian B. Hart                             | US-amerikanischer Jurist und Politiker                                        | 53    |       |
| 18. März | Adolph von Wintzingerode                   | königlich-preußischer Generalleutnant                                         | 73    |       |
| 19. März | Joseph Kram                                | deutscher Mundartdichter                                                      | 22    |       |
| 20. März | Alexander Irvin                            | US-amerikanischer Politiker                                                   | 74    |       |
| 20. März | Hans Christian Lumbye                      | dänischer Kapellmeister und Komponist                                         | 63    |       |
| 21. März | Ludwig Klimsch                             | deutscher Kunstmaler                                                          | 21    |       |
| 22. März | Richard Brenner                            | deutscher Afrikaforscher                                                      | 40    |       |
| 23. März | Martin Grunwald                            | preußischer Abgeordneter                                                      | 79    |       |
| 25. März | Hermann Dyck                               | deutscher Maler, Zeichner und Radierer                                        | 61    |       |
| 25. März | Walter Hecht                               | deutscher Gutsbesitzer und Mitglied der kurhessischen Ständeversammlung       | 56    |       |
| 25. März | Emil Jacobson                              | deutscher Verwaltungsjurist und Parlamentarier                                | 40    |       |
| 25. März | Christian Heinrich von Wöhrmann            | baltendeutscher Kaufmann und Generalkonsul des Deutschen Reiches in Riga      | 59    |       |
| 26. März | Hermann Ludwig von Balan                   | deutscher Diplomat, Staatssekretär des Deutschen Reiches                      | 62    |       |
| 28. März | Wilhelm Gustav Becker                      | deutschstämmiger Arzt, Augenarzt, Hochschullehrer in Kiew                     | 61    |       |
| 28. März | Hermann Frohberger                         | klassischer Philologe                                                         | 37    |       |
| 28. März | Peter Andreas Hansen                       | deutscher Astronom                                                            | 78    |       |
| 28. März | Marcus Joseph Müller                       | deutscher Orientalist und Hochschullehrer                                     | 64    |       |
| 28. März | Henry Westenra, 4. Baron Rossmore          | britischer Adliger und Politiker                                              | 22    |       |
| 29. März | Johann Ludwig Jordan                       | deutscher Unternehmer und Politiker                                           | 82    |       |
| 30. März | Carl Julian von Graba                      | königlich dänischer Justizrat, einer der ersten neuzeitlichen Färöer-Forscher | 75    |       |
| 30. März | William F. Hunter                          | US-amerikanischer Politiker                                                   | 65    |       |
| 31. März | Heinrich Kaim                              | Lehrer, Gründer des Schelklinger Liederkranzes                                | 81    |       |
| 31. März | Hermann Adolph Klinger                     | deutscher Jurist, Bürgermeister von Leipzig (1848–1849)                       | 67    |       |
| März     | Karl Löffler                               | deutscher Jurist und Autor                                                    | 52    |       |
| März     | George M. Willing                          | US-amerikanischer Physiker, Prospektor und Lobbyist                           |       |       |

## April
| Tag       | Name                                | Beruf, bekannt als                                                                                                | Alter | Beleg |
| --------- | ----------------------------------- | --- | ----- | ----- |
| 1. April  | Carl Heinrich Arnold                | deutscher Tapetenentwerfer und Tapetenfabrikant                                                                   | 80    |       |
| 1. April  | Wilhelm Brücke                      | deutscher Maler                                                                                                   | 74    |       |
| 1. April  | Karl von Cleß                       | deutscher evangelischer Theologe und klassischer Philologe                                                        | 79    |       |
| 1. April  | August Heinrich Hermann von Dönhoff | preußischer Diplomat und Außenminister                                                                            | 76    |       |
| 1. April  | Ulrich Meister senior               | Schweizer Politiker                                                                                               | 72    |       |
| 1. April  | Caesar du Plat                      | dänischer, später preußischer Generalstabsoffizier                                                                | 69    |       |
| 2. April  | Heinrich von Mühler                 | preußischer Kultusminister und Politiker                                                                          | 60    |       |
| 2. April  | Friedrich Wilhelm Porth             | deutscher Theaterschauspieler                                                                                     | 74    |       |
| 3. April  | Carl Dammann                        | deutscher Fotograf und Autor                                                                                      | 54    |       |
| 3. April  | Georg Heinrich Nölting              | deutscher Kaufmann und Senator der Hansestadt Lübeck                                                              | 84    |       |
| 4. April  | Charles Beulé                       | französischer Politiker, Mitglied der Nationalversammlung und Archäologe                                          | 47    |       |
| 4. April  | Thomas J. Turner                    | US-amerikanischer Politiker                                                                                       | 58    |       |
| 6. April  | Hans Karl Wilhelm von Jagemann      | königlich preußischer Generalmajor                                                                                | 59    |       |
| 6. April  | Christian Pferdmenges               | preußischer Unternehmer und Abgeordneter                                                                          | 67    |       |
| 7. April  | Wilhelm von Kaulbach                | deutscher Maler                                                                                                   | 68    |       |
| 7. April  | William Selden                      | US-amerikanischer Regierungsbeamter                                                                               | 83    |       |
| 7. April  | Cajus zu Stolberg-Stolberg          | deutscher Rittergutsbesitzer und Politiker (Zentrum), MdR                                                         | 76    |       |
| 8. April  | Alois Grois                         | österreichischer Opernsänger (Bass), Theaterschauspieler und Komiker                                              |       |       |
| 8. April  | Heinrich von Meibom                 | kurhessischer Generalmajor                                                                                        | 89    |       |
| 9. April  | Elijah Webb Chastain                | US-amerikanischer Politiker                                                                                       | 60    |       |
| 9. April  | Frederick Coombs                    | US-amerikanischer Exzentriker, Erfinder, Phrenologe, Daguerreotypist, Fotograf und Autor                          |       |       |
| 9. April  | August Reitmayr                     | deutscher Richter und Politiker                                                                                   | 72    |       |
| 10. April | Heinrich von Kittlitz               | Ornithologe, Naturforscher, Reisender, Zeichner                                                                   | 75    |       |
| 12. April | Karl Hirzel                         | deutscher klassischer Philologe                                                                                   | 65    |       |
| 13. April | James Bogardus                      | US-amerikanischer Erfinder, Architekt                                                                             | 74    |       |
| 13. April | Etō Shimpei                         | japanischer Samurai, Reformator und Bürokrat                                                                      | 40    |       |
| 13. April | Richard Thomas Lowe                 | englischer Geistlicher und Naturforscher                                                                          | 71    |       |
| 14. April | Henry Toole Clark                   | US-amerikanischer Politiker                                                                                       | 66    |       |
| 14. April | Gottlieb August Herrich-Schäffer    | Mediziner, Lepidopterologe                                                                                        | 74    |       |
| 14. April | Josiah Warren                       | US-amerikanischer Sozialreformer und Schriftsteller                                                               |       |       |
| 15. April | Karl Heinrich Burow                 | deutscher Chirurg und Augenarzt                                                                                   | 64    |       |
| 15. April | Wilhelm Grabow                      | deutscher Richter und Politiker in Preußen                                                                        | 72    |       |
| 17. April | Eugen von Puttkamer                 | deutscher Jurist und Politiker, MdA                                                                               | 73    |       |
| 18. April | Robert James Shuttleworth           | britischer Botaniker und Malakologe                                                                               |       |       |
| 19. April | Owen Jones                          | Architekt und Designer                                                                                            | 65    |       |
| 19. April | Georg Mezger                        | deutscher Pädagoge und Bibliothekar                                                                               | 73    |       |
| 20. April | Alexander H. Bailey                 | US-amerikanischer Jurist und Politiker                                                                            | 56    |       |
| 20. April | Gustav Blaeser                      | deutscher Bildhauer                                                                                               | 60    |       |
| 21. April | Adam von Koskull                    | kurländischer Landesbeamter                                                                                       | 73    |       |
| 22. April | Thomas Brunner                      | britischer Landvermesser in Neuseeland                                                                            |       |       |
| 22. April | Georg Haccius                       | Präsident der Klosterkammer Hannover                                                                              | 62    |       |
| 22. April | Johann Matthäus Voith               | deutscher Maschinenfabrikant                                                                                      | 70    |       |
| 24. April | Friedrich Felix Mencke              | Domherr in Münster, preußischer Feldpropst                                                                        | 63    |       |
| 24. April | John Phillips                       | englischer Geologe                                                                                                | 73    |       |
| 24. April | Friedrich von Reventlou             | schleswig-holsteinischer Staatsmann                                                                               | 76    |       |
| 24. April | Nicolas François Octave Tassaert    | französischer Maler                                                                                               | 73    |       |
| 25. April | Reiner Dahlen                       | deutscher Maler der Düsseldorfer Schule                                                                           | 36    |       |
| 26. April | August Engels                       | deutscher Textilfabrikant und Politiker                                                                           | 76    |       |
| 26. April | Johann Friedrich Matthei            | deutscher Architekt und kurhessischer Landbaumeister                                                              |       |       |
| 27. April | Obadiah Bowne                       | US-amerikanischer Politiker                                                                                       | 51    |       |
| 27. April | Johann Ulrich von Salis-Soglio      | General und Kommandierender der Sonderbundstruppen                                                                | 84    |       |
| 29. April | Robert Klempin                      | deutscher Historiker                                                                                              | 57    |       |
| 29. April | Arnold Edmund Pelzer                | Oberbürgermeister der Stadt Aachen, Abgeordneter der Deutschen Fortschrittspartei im Preußischen Abgeordnetenhaus | 72    |       |
| 30. April | Hermann Bennecke                    | deutscher Gutsbesitzer und Parlamentarier                                                                         |       |       |
| 30. April | Johann Frankenberger                | Porträt-, Tier- und Genremaler sowie Radierer und Lithograf                                                       | 67    |       |
| 30. April | Friedrich Carl Hönniger             | Jurist, Beamter und Politiker                                                                                     | 61    |       |
| April     | Juan Moreira                        | argentinischer Bandit und Gaucho                                                                                  |       |       |

## Mai
| Tag     | Name                                | Beruf, bekannt als                                                                         | Alter | Beleg |
| ------- | ----------------------------------- | ------------------------------------------------------------------------------------------ | ----- | ----- |
| 1. Mai  | Johann Nicola Baur                  | deutscher Kaufmann und preußischer Abgeordneter                                            | 65    |       |
| 1. Mai  | Vilém Blodek                        | tschechischer Komponist                                                                    | 39    |       |
| 1. Mai  | Niccolò Tommaseo                    | italienischer Schriftsteller                                                               |       |       |
| 2. Mai  | Carl Meissner                       | Schweizer Botaniker                                                                        | 73    |       |
| 4. Mai  | Johann Friedrich Dietler            | Schweizer Maler                                                                            | 70    |       |
| 5. Mai  | Charles Gleyre                      | Schweizer Maler                                                                            | 68    |       |
| 7. Mai  | Arnold Corrodi                      | Schweizer Maler                                                                            | 28    |       |
| 7. Mai  | Jacques Adolphe Charles Rovers      | niederländischer klassischer Philologe und Historiker                                      | 70    |       |
| 7. Mai  | Josef Honor Schneider               | österreich-ungarischer Arzt, Schriftsteller und Naturforscher                              | 69    |       |
| 8. Mai  | Franz Schott                        | deutscher Musikverleger und Mainzer Bürgermeister                                          | 62    |       |
| 10. Mai | Friedrich Zyro                      | Schweizer reformierter Theologe und Hochschullehrer                                        | 71    |       |
| 11. Mai | Franklin Buchanan                   | US-amerikanischer Marineoffizier, Admiral der Konföderierten während des Sezessionskrieges | 73    |       |
| 11. Mai | Nicholas D. Coleman                 | US-amerikanischer Politiker                                                                | 74    |       |
| 11. Mai | Henri de Triqueti                   | französischer Maler und Bildhauer                                                          | 69    |       |
| 12. Mai | Heinrich von Keyserlingk-Rautenburg | deutscher Diplomat                                                                         | 43    |       |
| 14. Mai | Johann Peter Merz                   | deutscher Priester                                                                         | 82    |       |
| 14. Mai | Otto Wolters                        | deutscher Theologe und Geistlicher                                                         | 77    |       |
| 15. Mai | Karl Bähr                           | deutscher evangelischer Theologe                                                           | 72    |       |
| 15. Mai | Robert Goodenow                     | US-amerikanischer Politiker                                                                | 74    |       |
| 15. Mai | Christian Heß                       | deutscher Schullehrer, Botaniker und Wetterbeobachter                                      | 71    |       |
| 15. Mai | Saint-Cyr de Rayssac                | französischer Schriftsteller                                                               | 36    |       |
| 15. Mai | Karl Borromäus Thumann              | deutscher Theologe und Generalvikar in Bamberg                                             | 53    |       |
| 16. Mai | George Robertson                    | US-amerikanischer Politiker                                                                | 83    |       |
| 17. Mai | Leopold Sello                       | Leiter des Königlich Preußischen Bergamtes in Saarbrücken                                  | 88    |       |
| 17. Mai | Paul Tischbein                      | deutscher Maler                                                                            | 53    |       |
| 18. Mai | Wilhelm Legrand                     | Schweizer evangelischer Geistlicher                                                        | 79    |       |
| 19. Mai | John Reeve de la Pole               | britischer Adliger                                                                         | 66    |       |
| 20. Mai | Wilhelm Friedrich Groos             | Landrat des Landkreises Wittgenstein und preußischer Politiker                             | 72    |       |
| 20. Mai | Karl Leistner                       | deutscher Nationalökonom, nationalliberaler Politiker, MdR, MdL (Königreich Sachsen)       | 48    |       |
| 20. Mai | John J. Wood                        | US-amerikanischer Jurist und Politiker                                                     | 90    |       |
| 23. Mai | Paul Bürde                          | deutscher Maler und Illustrator                                                            |       |       |
| 23. Mai | David B. Mellish                    | US-amerikanischer Politiker                                                                | 43    |       |
| 23. Mai | Willoughby Newton                   | US-amerikanischer Politiker                                                                | 71    |       |
| 23. Mai | Sylvain van de Weyer                | belgischer Staatsmann                                                                      | 72    |       |
| 24. Mai | Busso von Wedell                    | preußischer Finanzbeamter und Regierungspräsident                                          | 70    |       |
| 26. Mai | Friedrich von Derenthall            | preußischer Generalleutnant                                                                | 76    |       |
| 26. Mai | Louiza Johanna Majofski             | niederländische Sängerin und Schauspielerin                                                | 71    |       |
| 26. Mai | Hermann von Mallinckrodt            | deutscher Politiker (Zentrum), MdR                                                         | 53    |       |
| 26. Mai | Gustav Karl Wilhelm Siemens         | deutscher Jurist und Politiker                                                             | 67    |       |
| 27. Mai | Karl Friedrich Frisch               | deutsch-schwedischer Geograph und Übersetzer                                               | 66    |       |
| 27. Mai | Carl Johann Hoffmann                | deutscher Jurist und Politiker, MdR                                                        | 54    |       |
| 29. Mai | Achatz von Bismarck                 | deutscher Verwaltungsbeamter                                                               | 41    |       |
| 29. Mai | Mariano Falcinelli Antoniacci       | italienischer Benediktiner und Kardinal                                                    | 67    |       |
| 29. Mai | Jean-Louis Hamon                    | französischer Maler                                                                        | 53    |       |
| 30. Mai | Gottlieb Christian Kreutzberg       | deutscher Schausteller                                                                     |       |       |
| 30. Mai | Joseph Anton Mathes                 | württembergischer Verwaltungsbeamter, MdL (Württemberg)                                    | 73    |       |
| 31. Mai | Rudolf Usinger                      | deutscher Geschichtsforscher                                                               | 38    |       |
| 31. Mai | Felician Martin von Zaremba         | russischer Diplomat, Prediger und Missionar polnischer Herkunft                            | 80    |       |
| Mai     | Andreas Bernhard Quante             | deutscher Jurist und Politiker                                                             | 75    |       |

## Juni
| Tag      | Name                                    | Beruf, bekannt als                                                                                  | Alter | Beleg |
| -------- | --------------------------------------- | --------------------------------------------------------------------------------------------------- | ----- | ----- |
| 1. Juni  | Christian Schüler                       | deutscher Jurist und Politiker                                                                      | 76    |       |
| 3. Juni  | Aloys Pichler                           | katholischer Kirchenschriftsteller und Priester                                                     | 40    |       |
| 4. Juni  | Philipp Draexler von Carin              | Kanzleidirektor des Obersthofmeisteramtes                                                           | 80    |       |
| 4. Juni  | Louis Savinien Dupuis                   | französischer katholischer Priester, Ordensstifter                                                  | 67    |       |
| 4. Juni  | Christian Friedrich Schubert            | deutscher Politiker                                                                                 | 65    |       |
| 4. Juni  | Franz Winiewski                         | deutscher Klassischer Philologe                                                                     | 71    |       |
| 5. Juni  | Hans Jakob Pestalozzi                   | Schweizer Jurist und Politiker                                                                      | 72    |       |
| 5. Juni  | Asa Redington                           | US-amerikanischer Jurist und Politiker                                                              | 84    |       |
| 6. Juni  | Hermann Vogelsang                       | deutscher Geologe                                                                                   | 36    |       |
| 7. Juni  | Karl Rudolf Hagenbach                   | Schweizer Theologe und Kirchenhistoriker                                                            | 73    |       |
| 8. Juni  | Cochise                                 | Anführer und Häuptling der Bedonkohe-Apachen                                                        |       |       |
| 8. Juni  | Jean-François Landriot                  | Erzbischof von Reims                                                                                | 58    |       |
| 8. Juni  | James W. Gazlay                         | US-amerikanischer Politiker (Demokratisch-Republikanische Partei)                                   | 89    |       |
| 10. Juni | Emanuel Labhardt                        | Schweizer Landschaftsmaler                                                                          | 64    |       |
| 10. Juni | Paulus Powell                           | US-amerikanischer Politiker                                                                         |       |       |
| 10. Juni | Philipp Friedrich Schulin               | deutscher Jurist und Politiker der Freien Stadt Frankfurt                                           | 73    |       |
| 11. Juni | Charles Fox                             | englischer Bauingenieur, Unternehmer, Eisenbahningenieur und Konstrukteur des Kristallpalastes 1851 | 64    |       |
| 12. Juni | James Love                              | US-amerikanischer Politiker                                                                         | 79    |       |
| 12. Juni | Heinrich Perisutti                      | österreichischer Jurist und Politiker                                                               | 76    |       |
| 12. Juni | Vinzenz Zusner                          | österreichischer Dichter und Unternehmer                                                            | 70    |       |
| 13. Juni | August von der Heydt                    | deutscher Bankier und preußischer Handels- und Finanzminister                                       | 73    |       |
| 13. Juni | Virgil D. Parris                        | US-amerikanischer Politiker                                                                         | 67    |       |
| 13. Juni | Leopold Zuntz                           | deutscher Unternehmer                                                                               | 60    |       |
| 14. Juni | Julien Léopold Boilly                   | französischer Maler und Lithograf                                                                   | 77    |       |
| 14. Juni | Félix Bungener                          | französisch-schweizerischer evangelischer Geistlicher                                               | 59    |       |
| 14. Juni | James M. Gaylord                        | US-amerikanischer Politiker                                                                         | 63    |       |
| 14. Juni | Georg August Pritzel                    | deutscher Botaniker und Archivar                                                                    | 58    |       |
| 14. Juni | Peter Stenger                           | Bierbrauer und Unternehmer                                                                          | 82    |       |
| 15. Juni | Franz Xaver II. Kolowrat-Krakowsky      | böhmischer Adliger, Politiker, Fürstgroßprior des Malteser-Ritterordens                             | 71    |       |
| 16. Juni | Edward Dickinson                        | US-amerikanischer Politiker                                                                         | 71    |       |
| 16. Juni | Albert von Holleuffer                   | Wirklicher Geheimer Rat und Regierungschef im Fürstentum Schwarzburg-Sondershausen                  | 70    |       |
| 16. Juni | Richard Wilde Walker                    | US-amerikanischer Jurist und Politiker                                                              | 51    |       |
| 17. Juni | Karl Behlen                             | deutscher Politiker, Landtagsabgeordneter des Großherzogtum Hessen                                  | 62    |       |
| 17. Juni | Bernhard Rodewald                       | deutscher Verwaltungsbeamter und Parlamentarier                                                     | 67    |       |
| 17. Juni | Julius Scheidt                          | deutscher Fabrikant und Politiker                                                                   | 60    |       |
| 19. Juni | Jules Janin                             | französischer Schriftsteller und Kritiker                                                           | 70    |       |
| 19. Juni | Oskar von Sanden                        | deutscher Rittergutsbesitzer und Landrat in Ostpreußen                                              | 62    |       |
| 19. Juni | Ferdinand Stoliczka                     | österreichischer Asienforscher, Botaniker, Zoologe, Geologe, Landvermesser und Paläontologe         | 36    |       |
| 19. Juni | Georg Christian Strecker                | deutscher Politiker und Revolutionär                                                                | 73    |       |
| 20. Juni | Carl Heinrich Edmund von Berg           | deutscher Forstwissenschaftler                                                                      | 73    |       |
| 20. Juni | John Watkins Crockett                   | US-amerikanischer Jurist und konföderierter Politiker                                               | 56    |       |
| 20. Juni | Carl Nickel                             | nassauischer Politiker                                                                              | 69    |       |
| 20. Juni | John Ruggles                            | US-amerikanischer Politiker                                                                         | 84    |       |
| 21. Juni | Anders Jonas Ångström                   | schwedischer Astronom und Physiker sowie Mitbegründer der Astrospektroskopie                        | 59    |       |
| 21. Juni | Paul Mendelssohn-Bartholdy              | deutscher Bankier                                                                                   | 61    |       |
| 21. Juni | Karl von Waechter-Spittler              | deutscher Jurist, Beamter und Minister des Königreichs Württemberg                                  | 76    |       |
| 22. Juni | Howard Staunton                         | britischer Schachspieler, Schachjournalist und Shakespeare-Forscher                                 | 64    |       |
| 23. Juni | Paul Bobertag                           | deutscher Pädagoge                                                                                  | 60    |       |
| 24. Juni | Johann Christoph Kröger                 | deutscher Pädagoge und evangelischer Theologe                                                       | 82    |       |
| 24. Juni | Oskar von Meibom                        | deutscher Richter und Politiker                                                                     | 60    |       |
| 27. Juni | Adelbert von der Schulenburg-Filehne    | deutscher Allodialherrschaftsbesitzer und Politiker, MdR                                            | 57    |       |
| 28. Juni | Manuel Gutiérrez de la Concha           | spanischer General                                                                                  | 66    |       |
| 28. Juni | Katharine Russell, Viscountess Amberley | britische Suffragette                                                                               | 32    |       |
| 28. Juni | Carl Schiller                           | deutscher Historiker, Kunsthistoriker und Privatgelehrter                                           | 67    |       |
| 29. Juni | Abraham Firkowitsch                     | Geistliches Oberhaupt der Karäer, Manuskriptsammler und Autor                                       | 86    |       |
| 30. Juni | James Cantey                            | General der Konföderierten Staaten von Amerika im Amerikanischen Bürgerkrieg                        | 55    |       |
| 30. Juni | Henry Grinnell                          | US-amerikanischer Reeder und Kaufmann                                                               | 75    |       |
| Juni     | Hermann Ritter von Orges                | deutscher Publizist                                                                                 |       |       |

## Juli
| Tag      | Name                                               | Beruf, bekannt als                                                                       | Alter | Beleg |
| -------- | -------------------------------------------------- | ---------------------------------------------------------------------------------------- | ----- | ----- |
| 1. Juli  | Adalbert Eschka                                    | österreichischer Wardein                                                                 | 40    |       |
| 2. Juli  | Thomas De Lage Sumter                              | US-amerikanischer Politiker                                                              | 64    |       |
| 2. Juli  | Joseph Uhrig                                       | deutscher Unternehmer, Brauer und Gastronom                                              | 66    |       |
| 3. Juli  | Franz Bendel                                       | österreichischer Klaviervirtuose und Komponist                                           | 41    |       |
| 3. Juli  | Wilhelm von Dungern                                | Gutsbesitzer und Abgeordneter                                                            | 65    |       |
| 4. Juli  | Hippolyte Boulenger                                | belgischer Landschaftsmaler                                                              | 36    |       |
| 4. Juli  | Karl Gebhard                                       | deutscher Forstmann                                                                      | 74    |       |
| 4. Juli  | Marc-Eugène de Goulard                             | französischer Politiker                                                                  | 65    |       |
| 4. Juli  | Eduard Mantius                                     | deutscher lyrischer Tenor                                                                | 68    |       |
| 5. Juli  | August Sohlmann                                    | schwedischer Publizist                                                                   | 50    |       |
| 5. Juli  | Wilhelm Vischer-Bilfinger                          | Schweizer klassischer Philologe                                                          | 66    |       |
| 6. Juli  | Bernard Amé Léonard Du Bus de Gisignies            | belgischer Ornithologe, Paläontologe und Künstler                                        | 66    |       |
| 6. Juli  | Ludwig Lucas von Gombart                           | deutscher Jurist und Politiker                                                           | 81    |       |
| 6. Juli  | Fox Maule-Ramsay, 11. Earl of Dalhousie            | britischer Politiker, Mitglied des House of Commons                                      | 73    |       |
| 7. Juli  | Daniel von der Heydt                               | deutscher Bankier, Unternehmer und Politiker                                             | 71    |       |
| 7. Juli  | John Heneage Jesse                                 | englischer Schriftsteller                                                                |       |       |
| 7. Juli  | William Stuart                                     | britischer Politiker, Abgeordneter des House of Commons                                  | 75    |       |
| 7. Juli  | Richard Vincent Whelan                             | US-amerikanischer Geistlicher und Erzbischof von Dubuque                                 | 65    |       |
| 8. Juli  | Charles P. Clever                                  | US-amerikanischer Politiker                                                              | 44    |       |
| 8. Juli  | Matthäus Nagiller                                  | österreichischer Komponist und Dirigent                                                  | 58    |       |
| 9. Juli  | Alfred von Vivenot                                 | österreichischer Offizier und Historiker                                                 | 37    |       |
| 10. Juli | Josef Baumann                                      | deutscher Bader und Barbier                                                              |       |       |
| 10. Juli | Henri-Jacques Espérandieu                          | französischer Architekt                                                                  | 45    |       |
| 10. Juli | Friedrich Wilhelm Hartmann                         | deutscher Bauingenieur                                                                   | 64    |       |
| 11. Juli | Tod Robinson Caldwell                              | US-amerikanischer Politiker                                                              | 56    |       |
| 12. Juli | Fritz Reuter                                       | niederdeutscher Schriftsteller                                                           | 63    |       |
| 13. Juli | Johan August Gripenstedt                           | schwedischer Politiker, Unternehmer und Finanzminister                                   | 60    |       |
| 13. Juli | Agnes Strickland                                   | englische Geschichtsschreiberin und Dichterin                                            | 77    |       |
| 14. Juli | Carl Schenk                                        | deutscher Maler und Fotograf                                                             |       |       |
| 14. Juli | Franz Stelzhamer                                   | österreichischer Dichter und Novellist                                                   | 71    |       |
| 16. Juli | Walter Lenox                                       | US-amerikanischer Politiker                                                              | 56    |       |
| 17. Juli | Giacinto de Ferrari                                | italienischer Ordensgeistlicher, Theologe und Kurienbischof                              | 69    |       |
| 18. Juli | Maximilian Joseph von Gravenreuth                  | Schlossherr und Waldbesitzer                                                             | 67    |       |
| 18. Juli | Emma Gyldén                                        | finnische Landschaftsmalerin                                                             | 39    |       |
| 18. Juli | Adam Jessin                                        | deutscher evangelischer Theologe                                                         | 80    |       |
| 19. Juli | James B. Bowlin                                    | US-amerikanischer Politiker                                                              | 70    |       |
| 19. Juli | Abner C. Harding                                   | US-amerikanischer Politiker                                                              | 67    |       |
| 19. Juli | Louis Napoléon Lannes                              | französischer Staatsmann und Diplomat                                                    | 72    |       |
| 19. Juli | Gustav Schulz                                      | deutscher Politiker                                                                      | 67    |       |
| 20. Juli | Jasper von Oertzen                                 | deutscher Verwaltungsjurist, Staatsminister (Ministerpräsident) von Mecklenburg-Schwerin | 72    |       |
| 20. Juli | Theodor Simon                                      | deutscher Arzt und Psychiater                                                            | 33    |       |
| 21. Juli | Ferdinand von Droste zu Hülshoff                   | deutscher Schriftsteller und Ornithologe                                                 | 33    |       |
| 21. Juli | Carl Helbing                                       | badischer Unternehmer und Politiker                                                      | 72    |       |
| 21. Juli | Philipp Gottlieb Labhardt                          | Schweizer Politiker                                                                      | 63    |       |
| 21. Juli | Johann Gottfried Meyer                             | Schweizer Architekt und Politiker                                                        | 36    |       |
| 21. Juli | Otto Friedrich Theodor Möller                      | deutschbaltisch-russischer Maler                                                         | 62    |       |
| 21. Juli | Philippe Gustave le Doulcet, Comte de Pontécoulant | französischer Astronom                                                                   |       |       |
| 22. Juli | Johann Friedrich Bruch                             | deutscher evangelischer Theologe                                                         | 81    |       |
| 22. Juli | Friedrich Kauffmann                                | deutscher Unternehmer                                                                    | 62    |       |
| 22. Juli | Gaetano Pace Forno                                 | maltesischer Geistlicher, Bischof von Malta                                              | 65    |       |
| 23. Juli | Karl August Dahmen                                 | deutscher Apotheker und Politiker                                                        | 85    |       |
| 25. Juli | Johannes Kähn                                      | deutscher Amtstierarzt und Dichter                                                       | 64    |       |
| 26. Juli | Guilherme Braga                                    | portugiesischer Dichter                                                                  | 29    |       |
| 27. Juli | Anselm Salomon von Rothschild                      | österreichischer Bankier                                                                 | 71    |       |
| 28. Juli | Charles Fillion                                    | französischer Geistlicher                                                                | 57    |       |
| 28. Juli | Hermann von Liebenau                               | Schweizer Arzt, Schriftsteller und Geschichtsforscher                                    | 66    |       |
| 30. Juli | Johann Haslinglehner                               | österreichischer Politiker                                                               | 62    |       |
| 30. Juli | Arnold Schulten                                    | deutscher Landschaftsmaler und Lithograf der Düsseldorfer Schule                         |       |       |
| 31. Juli | Charles Tilstone Beke                              | britischer Afrikaforscher                                                                | 73    |       |
| 31. Juli | Carl von Kaskel                                    | deutscher Bankier                                                                        | 76    |       |
| 31. Juli | Philadelph Van Trump                               | US-amerikanischer Politiker                                                              | 63    |       |
| Juli     | Heinrich Michael Edelmann                          | Generalmajor und stellvertretender württembergischer Kriegsminister                      | 68    |       |

## August
| Tag        | Name                                          | Beruf, bekannt als                                                       | Alter | Beleg |
| ---------- | --------------------------------------------- | ------------------------------------------------------------------------ | ----- | ----- |
| 1. August  | Karl Bernhardi                                | deutscher Autor und Politiker                                            | 74    |       |
| 1. August  | Gustav Zimmermann                             | deutscher Politiker und Publizist                                        | 66    |       |
| 2. August  | Heinrich Ahrens                               | deutscher Rechtsphilosoph                                                | 66    |       |
| 2. August  | August Anschütz                               | deutscher Rechtswissenschaftler                                          | 48    |       |
| 2. August  | Johann Jakob Mönch                            | Unternehmer                                                              | 87    |       |
| 2. August  | Albert von Veiel                              | deutscher Arzt, Dermatologe                                              | 68    |       |
| 3. August  | Anton Huber                                   | österreichischer Stadtbaumeister und Kommunalpolitiker                   | 56    |       |
| 3. August  | Carl Kaemmerer                                | deutscher Kaufmann und Politiker (NLP), MdR                              | 54    |       |
| 3. August  | Hans Ferdinand Maßmann                        | deutscher Germanist, Sportpädagoge und Dichter                           | 76    |       |
| 3. August  | Carl Tietz                                    | deutscher Architekt                                                      | 43    |       |
| 4. August  | John Catlin                                   | US-amerikanischer Politiker                                              | 70    |       |
| 4. August  | Otto Hesse                                    | deutscher Mathematiker                                                   | 63    |       |
| 4. August  | Katharina Karolina Luja                       | deutsche Malerin und Grafikerin                                          | 74    |       |
| 5. August  | Franz Härter                                  | französischer evangelischer Pfarrer                                      | 77    |       |
| 5. August  | Karl Wilhelm Müller                           | deutscher Klassischer Philologe                                          |       |       |
| 5. August  | Johann Jakob Richter                          | Schweizer Kaufmann und Unternehmer                                       | 85    |       |
| 6. August  | Robert Rösler                                 | österreichischer Historiker und Geograph                                 | 38    |       |
| 7. August  | August Beck                                   | deutscher Historiker und Archivar                                        | 62    |       |
| 8. August  | Grigori Andrejewitsch Iossa                   | russischer Bergbau-Ingenieur und Metallurg                               | 70    |       |
| 9. August  | Albert von Carlowitz                          | deutscher Politiker                                                      | 72    |       |
| 12. August | Antonius Henricus van der Boon Mesch          | niederländischer Chemiker und Agrarwissenschaftler                       | 70    |       |
| 12. August | Hermann Lüning                                | Germanist, der erste Edda-Übersetzer sowie Autor einiger Schulbücher     | 59    |       |
| 12. August | Ernst Wilhelm Richter                         | sächsischer Lehrer und Schriftsteller                                    |       |       |
| 12. August | Karl von Stößer                               | badischer Beamter                                                        | 82    |       |
| 13. August | Eduard Friedrich Wilhelm Hintz                | deutscher Theaterschauspieler                                            | 66    |       |
| 14. August | Julius Freudenthal                            | deutscher Geiger, Komponist und Münzsammler                              | 69    |       |
| 14. August | Sion Hart Rogers                              | US-amerikanischer Politiker                                              | 48    |       |
| 15. August | Philipp Barthels                              | deutscher Textilfabrikant                                                | 80    |       |
| 15. August | Karl Sahrer von Sahr                          | sächsischer Rittergutsbesitzer und Politiker                             | 52    |       |
| 17. August | Ebenezer Jackson                              | US-amerikanischer Politiker                                              | 78    |       |
| 18. August | William Fairbairn                             | schottischer Ingenieur                                                   | 85    |       |
| 18. August | Karl Hermann Funkhänel                        | deutscher Philologe und Pädagoge                                         | 66    |       |
| 18. August | Prinzessin Maria Theresia von Thurn und Taxis | deutsche Adelige                                                         | 80    |       |
| 18. August | Ludwig Gustav von Winterfeld                  | preußischer Offizier, Politiker und Familienhistoriker                   | 67    |       |
| 19. August | Carl Gustav Calwer                            | deutscher Entomologe                                                     | 52    |       |
| 19. August | Franz von Kettner                             | badischer Forstmann und Hofbeamter                                       | 73    |       |
| 21. August | Johann Michael Leupoldt                       | deutscher Psychiater und Hochschullehrer                                 | 79    |       |
| 21. August | Atanazy Raczyński                             | polnischer Adliger und preußischer Staatsdiener                          | 86    |       |
| 21. August | Barthélémy de Theux de Meylandt               | belgischer Staatsmann                                                    | 80    |       |
| 22. August | Christian Heinrich Gilardone                  | Pfälzer Dichter und Autor                                                | 76    |       |
| 23. August | Robert Edmond Grant                           | schottischer Zoologe und vergleichender Anatom                           | 80    |       |
| 23. August | Heinrich Moritz Horn                          | deutscher Schriftsteller                                                 | 59    |       |
| 24. August | Franklin Clark                                | US-amerikanischer Politiker                                              | 73    |       |
| 24. August | Georg Benjamin Mendelssohn                    | deutscher Geograph, Hochschullehrer und Schriftsteller                   | 79    |       |
| 25. August | Friedrich Kausler                             | Oberamtmann                                                              | 76    |       |
| 26. August | Julie-Victoire Daubié                         | französische Journalistin und Frauenrechtlerin                           | 50    |       |
| 26. August | Friedrich Anton Rigler                        | deutscher Schulleiter und Philologe                                      | 76    |       |
| 27. August | John Henry Foley                              | irischer Bildhauer                                                       | 56    |       |
| 27. August | Ștefan Golescu                                | rumänischer Politiker                                                    |       |       |
| 27. August | Abram A. Hammond                              | US-amerikanischer Politiker                                              | 60    |       |
| 27. August | Daniel Trost                                  | deutscher Bürgermeister und Mitglied der kurhessischen Ständeversammlung | 70    |       |
| 28. August | Eduard Cuntze                                 | deutscher Jurist                                                         | 60    |       |
| 29. August | Friedrich von Krane                           | preußischer Oberst und hippologischer Schriftsteller                     | 61    |       |
| 29. August | Bernhard von Meyer                            | Schweizer Politiker                                                      | 63    |       |
| 29. August | Johann Georg Schwartze                        | niederländischer Porträt-, Landschafts- und Genremaler                   | 59    |       |
| 30. August | Eduard Feldner                                | deutscher Politiker und Pädagoge                                         |       |       |
| 30. August | Karl Eduard Hammerschmidt                     | österreichischer Mineraloge                                              | 73    |       |
| 30. August | Joshua Herrick                                | US-amerikanischer Politiker                                              | 81    |       |
| 31. August | Philipp Dreher                                | deutscher Lehrer und Mitglied der deutschen Tempelgesellschaft           |       |       |
| 31. August | Karl Reuttner von Weyl                        | deutscher Rittergutsbesitzer und Politiker                               | 72    |       |
| August     | Franz Theodor Knauth                          | deutscher Kaufmann und Bankier                                           | 71    |       |
| August     | Augustin Theiner                              | deutscher Kirchenhistoriker                                              | 70    |       |

## September
| Tag           | Name                                          | Beruf, bekannt als | Alter | Beleg |
| ------------- | --------------------------------------------- | --- | ----- | ----- |
| 1. September  | Amalie Römheld                                | deutsche Schriftstellerin                                                                                               | 35    |       |
| 2. September  | William Winter Payne                          | US-amerikanischer Politiker                                                                                             | 67    |       |
| 2. September  | Ferdinand Werne                               | deutscher Philhellene, Diplomat und Forschungsreisender                                                                 | 74    |       |
| 3. September  | Karl Eduard Arnd                              | deutscher Autor, Geschichtsschreiber                                                                                    | 72    |       |
| 3. September  | Hans Conon von der Gabelentz                  | deutscher Sprachforscher                                                                                                | 66    |       |
| 4. September  | Manuel Antonio Carreño                        | venezolanischer Musiker, Pädagoge, Außen- und Finanzminister                                                            | 62    |       |
| 4. September  | Jeffries Wyman                                | US-amerikanischer Naturwissenschaftler und Anatom                                                                       | 60    |       |
| 5. September  | Friedrich Bluhme                              | deutscher Jurist und Rechtshistoriker                                                                                   | 77    |       |
| 5. September  | Louis-Constant Henriod                        | Schweizer evangelischer Geistlicher                                                                                     | 60    |       |
| 6. September  | Julius Rosenbaum                              | deutscher Arzt | 66    |       |
| 6. September  | Georg Fidel Stigler                           | deutscher Verwaltungsbeamter                                                                                            |       |       |
| 7. September  | Friedrich Kraft                               | Landtagsabgeordneter Großherzogtum Hessen                                                                               | 67    |       |
| 9. September  | Hubert Göbbels                                | deutscher Architekt, preußischer Landbaumeister und Initiator der Deutschen Bauzeitung                                  | 39    |       |
| 9. September  | Georg August Carl Mönckeberg                  | deutscher Riemer- und Sattlermeister                                                                                    | 58    |       |
| 9. September  | Wilhelm Seybold                               | Gutsbesitzer in Nordheim, Mühlenpächter in Heilbronn, belgischer Konsul und Abgeordneter des Württembergischen Landtags | 75    |       |
| 10. September | Ebenezer Knowlton                             | US-amerikanischer Politiker                                                                                             | 58    |       |
| 10. September | Leopold Johann Nepomuk von Sacher             | österreichischer Beamter und Naturforscher                                                                              | 76    |       |
| 10. September | Carl Schlick                                  | deutscher Rittergutsbesitzer und Verwaltungsjurist, Landrat in Nordostpreußen, MdHdA                                    | 65    |       |
| 11. September | Ludwig Eduard Heydemann                       | deutscher Jurist | 69    |       |
| 12. September | David Fussenegger                             | österreichischer Politiker, Landtagsabgeordneter                                                                        | 66    |       |
| 12. September | François Guizot                               | französischer Politiker und Schriftsteller                                                                              | 86    |       |
| 14. September | John Sholto Douglass, 15. Lord of Tilquhillie | österreichischer Fabrikant und Heimatforscher                                                                           | 35    |       |
| 14. September | Paul Uterhart                                 | deutscher Jurist und Politiker                                                                                          | 51    |       |
| 15. September | Benjamin Robbins Curtis                       | amerikanischer Jurist und Richter am Obersten Gerichtshof der Vereinigten Staaten                                       | 64    |       |
| 16. September | Pius Fink                                     | österreichischer Lokomotivkonstrukteur                                                                                  | 42    |       |
| 16. September | Maksymilian Gierymski                         | polnischer Maler | 27    |       |
| 16. September | Heinrich Ludwig Philippi                      | deutscher Kunst- und Historienmaler                                                                                     | 36    |       |
| 16. September | Johann Casimir Storm                          | deutscher Rechtsgelehrter                                                                                               | 84    |       |
| 19. September | Joseph Hoch                                   | deutscher Stifter | 59    |       |
| 19. September | Eduard Theodor Jäkel                          | deutscher Zeitungsherausgeber und Politiker, MdL (Königreich Sachsen)                                                   | 57    |       |
| 21. September | Léonce Élie de Beaumont                       | französischer Geologe                                                                                                   | 75    |       |
| 23. September | Harris Flanagin                               | US-amerikanischer Politiker, Gouverneur von Arkansas                                                                    | 56    |       |
| 24. September | Robert Salemann                               | russischer Bildhauer und Hochschullehrer                                                                                | 61    |       |
| 25. September | Karl Krziwanek                                | österreichischer Händler für den Bedarf fotografischer Ateliers und Fotografen in Wien                                  | 40    |       |
| 25. September | Louise Wüste                                  | deutschamerikanische Malerin der Düsseldorfer Schule                                                                    | 69    |       |
| 27. September | Wilhelm Rosenkrantz                           | deutscher Richter und Philosoph                                                                                         | 53    |       |
| 28. September | John Ganson                                   | US-amerikanischer Politiker                                                                                             | 56    |       |
| 29. September | Wilhelm Amandus Auberlen                      | württembergischer Lehrer, Musiker und Komponist                                                                         | 75    |       |
| 29. September | Theodor Hildebrandt                           | deutscher Maler | 70    |       |
| 30. September | William Henry Gist                            | US-amerikanischer Politiker; Gouverneur von South Carolina                                                              | 67    |       |
| 30. September | Moritz Hill                                   | Taubstummenlehrer | 68    |       |

## Oktober
| Tag         | Name                                      | Beruf, bekannt als                                                                       | Alter | Beleg |
| ----------- | ----------------------------------------- | ---------------------------------------------------------------------------------------- | ----- | ----- |
| 2. Oktober  | Ignaz Gulz                                | österreichischer Augen- und Ohrenarzt                                                    | 60    |       |
| 2. Oktober  | Charles H. Holmes                         | US-amerikanischer Politiker                                                              | 46    |       |
| 2. Oktober  | Emilie Wüstenfeld                         | deutsche Philanthropin                                                                   | 57    |       |
| 3. Oktober  | Peter W. Gray                             | US-amerikanischer Jurist und Politiker                                                   | 54    |       |
| 4. Oktober  | Sigmund Friedrich Loeffelholz von Colberg | deutscher Forstmann und Forstwissenschaftler                                             | 67    |       |
| 5. Oktober  | Friedrich Bernhard von Hagke              | deutscher Gutsbesitzer, Landrat und Politiker, MdR                                       | 52    |       |
| 5. Oktober  | Franz Reindl                              | österreichischer Richter und Politiker                                                   | 73    |       |
| 5. Oktober  | Charles-Mathias Simons                    | luxemburgischer Politiker                                                                | 72    |       |
| 5. Oktober  | Francis Walker                            | britischer Entomologe                                                                    | 65    |       |
| 6. Oktober  | Friedrich Baudri                          | deutscher Maler und Politiker, MdR                                                       | 66    |       |
| 6. Oktober  | Franz Adolf Schalch                       | Schweizer Politiker und Richter                                                          | 60    |       |
| 6. Oktober  | Thomas Dyke Acland Tellefsen              | norwegischer Pianist und Komponist                                                       | 50    |       |
| 8. Oktober  | Vítězslav Hálek                           | tschechischer Schriftsteller, Dramaturg und Journalist                                   | 39    |       |
| 8. Oktober  | Carl Radefeld                             | deutscher Major und Kartograf                                                            | 86    |       |
| 9. Oktober  | Emil Maximilian Dingler                   | deutscher Chemiker und Fabrikant                                                         | 68    |       |
| 9. Oktober  | Wilhelm Hentze                            | deutscher Hofgartendirektor                                                              | 81    |       |
| 9. Oktober  | Friedrich Münichsdorfer                   | österreichischer Bergverwalter und Historiker                                            | 46    |       |
| 10. Oktober | Lauchlin Bethune                          | US-amerikanischer Politiker                                                              | 89    |       |
| 11. Oktober | Johannes Steininger                       | deutscher Gymnasiallehrer, Geologe und Historiker                                        | 80    |       |
| 13. Oktober | Christoph Ulm                             | deutscher Kaufmann und Mitglied der kurhessischen Ständeversammlung                      | 74    |       |
| 14. Oktober | Friedrich Ferdinand von Ammon             | deutscher Jurist und Parlamentarier                                                      | 79    |       |
| 14. Oktober | Justinian Ladurner                        | österreichischer Franziskaner und Historiker                                             | 66    |       |
| 15. Oktober | Theodor Formes                            | deutscher Opernsänger (Tenor)                                                            | 48    |       |
| 15. Oktober | Hans Groh                                 | Bürgermeister und Mitglied der kurhessischen Ständeversammlung                           | 65    |       |
| 16. Oktober | Zwi Hirsch Kalischer                      | Talmudgelehrter und Vorläufer des religiösen Zionismus                                   | 79    |       |
| 16. Oktober | Marshall Johnson Wellborn                 | US-amerikanischer Politiker                                                              | 66    |       |
| 18. Oktober | Peter Franz Biancone                      | deutscher Kaufmann und Reeder                                                            | 77    |       |
| 18. Oktober | Simon Moriggl                             | österreichischer Priester, Gymnasiallehrer und Publizist                                 | 56    |       |
| 19. Oktober | Hippolyte de Fontmichel                   | französischer Komponist                                                                  | 75    |       |
| 20. Oktober | Carl Gustav Homeyer                       | deutscher Jurist, Rechtshistoriker und Germanist                                         | 79    |       |
| 22. Oktober | Franz Gaul                                | österreichischer Medailleur, Direktor der königlich-kaiserlichen Graveurakademie in Wien | 72    |       |
| 23. Oktober | Abraham Geiger                            | deutscher Rabbiner                                                                       | 64    |       |
| 23. Oktober | Heinrich Moser                            | Schweizer Industrieller                                                                  | 68    |       |
| 23. Oktober | Albert Treuding                           | deutscher Brücken- und Wasserbauingenieur und Hochschullehrer                            | 69    |       |
| 24. Oktober | Karl Herrmann                             | deutscher Kaufmann, Historiker und Geograph                                              | 77    |       |
| 24. Oktober | Friedrich Wilhelm Kalau von dem Hofe      | deutscher Gutsherr und Politiker, MdHdA                                                  | 64    |       |
| 25. Oktober | Alfred zu Erbach-Fürstenau                | Landtagspräsident Großherzogtum Hessen                                                   | 61    |       |
| 26. Oktober | Peter Cornelius                           | deutscher Komponist und Dichter                                                          | 49    |       |
| 26. Oktober | Wilhelm Hirschfeld                        | deutscher Agrarwissenschaftler, Landwirt und Politiker                                   | 79    |       |
| 26. Oktober | Mykola Iwanyschew                         | ukrainischer Jurist, Rechtshistoriker und Universitätsrektor                             | 62    |       |
| 26. Oktober | Alfred von Lotzbeck                       | Kunstsammler, Parlamentarier, Industrieller und Gutsherr                                 | 55    |       |
| 27. Oktober | Karl Ludwig Grotefend                     | deutscher Historiker und Numismatiker                                                    | 66    |       |
| 27. Oktober | August Lüben                              | deutscher Pädagoge                                                                       | 70    |       |
| 28. Oktober | Hermann Heykamp                           | niederländischer altkatholischer Bischof                                                 | 69    |       |
| 28. Oktober | Moritz von Loehr                          | österreichischer Architekt und Ingenieur                                                 | 64    |       |
| 28. Oktober | William Henry Rinehart                    | amerikanischer Bildhauer                                                                 | 49    |       |
| 29. Oktober | Andrzej Artur Zamoyski                    | polnischer Magnat und Politiker                                                          | 74    |       |
| 30. Oktober | Edwin Lankester                           | britischer Arzt, Naturforscher und Reformer des Gesundheitswesens                        | 60    |       |
| 31. Oktober | Friedrich Brenner                         | Schweizer Psychiater                                                                     | 65    |       |
| Oktober     | Hermann Grubert                           | deutscher Jurist und Politiker                                                           |       |       |
| Oktober     | Anne Marsh                                | englische Schriftstellerin                                                               |       |       |

## November
| Tag          | Name                                      | Beruf, bekannt als                                                                               | Alter | Beleg |
| ------------ | ----------------------------------------- | ------------------------------------------------------------------------------------------------ | ----- | ----- |
| 1. November  | Enos T. Throop                            | US-amerikanischer Politiker                                                                      | 90    |       |
| 2. November  | Thomas Anderson                           | schottischer Chemiker                                                                            | 55    |       |
| 2. November  | Heinrich Bronsart von Schellendorff       | preußischer Generalleutnant                                                                      | 70    |       |
| 2. November  | Georg Albano von Jacobi                   | preußischer General der Artillerie, Militärschriftsteller, Botaniker                             | 69    |       |
| 2. November  | Phoebe Palmer                             | US-amerikanische Verfechterin der Heiligungsbewegung, Aktivistin der Frauenrechte                | 66    |       |
| 3. November  | Ernst Achtung                             | Kaufmann und Mäzen in Heilbronn                                                                  | 37    |       |
| 3. November  | Georg Heinrich Ballheimer                 | deutscher Schlachter und Abgeordneter der Bürgerschaft                                           | 78    |       |
| 3. November  | Franz von Weber                           | deutscher Politiker (DP), MdR                                                                    | 62    |       |
| 4. November  | Joseph Burkart                            | deutscher Bergrat und Forschungsreisender                                                        | 76    |       |
| 4. November  | François Dauverné                         | französischer Trompeter                                                                          | 75    |       |
| 5. November  | David William Bacon                       | US-amerikanischer Geistlicher, Bischof von Portland                                              | 59    |       |
| 5. November  | Edward Creighton                          | US-amerikanischer Unternehmer und Pionier im Telegrafenbau, Namensgeber der Creighton University | 54    |       |
| 5. November  | Friedrich Rochleder                       | österreichischer Chemiker                                                                        | 55    |       |
| 6. November  | Friedrich Kaiser                          | österreichischer Schauspieler und Schriftsteller                                                 | 60    |       |
| 6. November  | Louis Auguste Sainson                     | französischer Künstler                                                                           | 74    |       |
| 9. November  | Just Mathias Thiele                       | dänischer Schriftsteller und Kunsthistoriker                                                     | 78    |       |
| 10. November | Eduard Rüber                              | deutscher Architekt und bayerischer Baubeamter                                                   | 70    |       |
| 11. November | Melchior Schwoon                          | deutscher Unternehmer, MdBB                                                                      | 65    |       |
| 13. November | Martin Kawerau                            | deutscher Sportpädagoge und Kirchenmusiker                                                       | 59    |       |
| 14. November | Gerhard Caesar                            | deutscher Advokat und Archivar, Senator der Freien Hansestadt Bremen                             | 82    |       |
| 15. November | Giuseppe Gabriel Balsamo-Crivelli         | italienischer Botaniker, Zoologe, Paläontologe und Geologe                                       | 74    |       |
| 15. November | Heinrich Brockhaus                        | Verleger                                                                                         | 70    |       |
| 15. November | Rosalba Carriera Peale                    | amerikanische Malerin                                                                            | 75    |       |
| 16. November | Johann Baptist von Pfeilschifter          | deutscher Publizist                                                                              | 82    |       |
| 16. November | Johann Heinrich Plath                     | deutscher Historiker, Sinologe und Bibliothekar                                                  | 72    |       |
| 17. November | Rudolf von Carnall                        | deutscher Bergbau-Ingenieur                                                                      | 70    |       |
| 17. November | Francisco Lersundi Hormaechea             | Regierungspräsident von Spanien                                                                  | 57    |       |
| 17. November | Friedrich von Urlaub                      | preußischer Generalmajor                                                                         | 87    |       |
| 18. November | Julius Beer                               | deutscher Mediziner und Heimatforscher                                                           | 52    |       |
| 18. November | Anton Bütler                              | Schweizer Maler                                                                                  |       |       |
| 18. November | Carl Maximilian Grüel                     | deutscher Jurist und Politiker                                                                   | 67    |       |
| 18. November | Bernhard Wechsler                         | deutscher Rabbiner                                                                               |       |       |
| 19. November | Hans Heinrich Falck                       | estnischer Unternehmer                                                                           | 83    |       |
| 19. November | Walter Weber                              | deutscher Gutsbesitzer und Politiker                                                             | 62    |       |
| 20. November | José María Avilés Pareja                  | ecuadorianischer Politiker                                                                       |       |       |
| 20. November | Jürgen Bremer                             | Rechtsanwalt und deutscher Politiker des Herzogtums Schleswig                                    | 70    |       |
| 20. November | Tom Hood                                  | englischer Schriftsteller                                                                        | 39    |       |
| 20. November | Karl Ferdinand von Österreich             | Erzherzog von Österreich-Teschen, General in Mähren und Schlesien                                | 56    |       |
| 20. November | Jackson Morton                            | US-amerikanischer Politiker                                                                      | 80    |       |
| 21. November | Marià Fortuny                             | spanischer Maler                                                                                 | 36    |       |
| 21. November | William Jardine, 7. Baronet of Applegarth | schottischer Adliger und Ornithologe                                                             | 74    |       |
| 21. November | Carl Eduard Mannsfeld                     | deutscher Jurist und konservativer Politiker, MdL (Königreich Sachsen)                           | 51    |       |
| 21. November | Andreas Maria von Renard                  | deutscher Montan-Unternehmer und preußischer Politiker                                           | 79    |       |
| 22. November | Antonio Rossi Vaccari                     | italienischer Kurienbischof                                                                      | 65    |       |
| 24. November | Ignatz von Gruben                         | deutscher Richter und Parlamentarier                                                             |       |       |
| 24. November | Friedrich Wilhelm Grund                   | deutscher Komponist, Dirigent und Musiklehrer                                                    | 83    |       |
| 25. November | Karl Wilhelm von Bormann                  | belgischer General                                                                               | 78    |       |
| 25. November | William Hogan                             | US-amerikanischer Jurist und Politiker                                                           | 82    |       |
| 28. November | Ferdinand Stolte                          | deutscher Sänger, Schauspieler, Theaterdirektor und Schriftsteller                               | 65    |       |
| 29. November | Nikolaus Titus                            | deutscher radikaler Demokrat                                                                     | 66    |       |
| 29. November | Louis von Wildenbruch                     | preußischer Generalleutnant und Gesandter, Palästinaforscher                                     | 71    |       |
| 30. November | William Frederick Havemeyer               | US-amerikanischer Politiker                                                                      | 70    |       |
| November     | Karl Hess                                 | deutscher Maler                                                                                  |       |       |

## Dezember
| Tag          | Name                             | Beruf, bekannt als | Alter | Beleg |
| ------------ | -------------------------------- | --- | ----- | ----- |
| 1. Dezember  | André Henri Constant van Hasselt | belgischer Chronist und Dichter                                                                                          | 68    |       |
| 3. Dezember  | Gottlob Tafel                    | württembergischer Rechtskonsulent und Politiker                                                                          | 73    |       |
| 4. Dezember  | David Ruer                       | deutscher praktischer Arzt                                                                                               | 72    |       |
| 5. Dezember  | Hippolyte François Jaubert       | französischer Botaniker                                                                                                  | 76    |       |
| 6. Dezember  | Gustave Wappers                  | belgischer Maler | 71    |       |
| 7. Dezember  | Friedrich Otto Georgi            | deutscher Maler | 55    |       |
| 7. Dezember  | Mayer Levi                       | deutscher jüdischer Pädagoge und Chasan                                                                                  | 60    |       |
| 7. Dezember  | Pál Rosty                        | ungarischer Geograph und Photograph                                                                                      | 44    |       |
| 7. Dezember  | Gustav Sachers                   | böhmischer Architekt | 43    |       |
| 7. Dezember  | Josef Schweighard                | österreichischer Pfarrer und Politiker, Landtagsabgeordneter                                                             | 53    |       |
| 7. Dezember  | Konstantin von Tischendorf       | deutscher Theologe | 59    |       |
| 8. Dezember  | Dudley S. Gregory                | US-amerikanischer Politiker                                                                                              | 74    |       |
| 9. Dezember  | Ezra Cornell                     | US-amerikanischer Unternehmer und Politiker                                                                              | 67    |       |
| 9. Dezember  | Ferenc Reitter                   | ungarischer Architekt, Ingenieur und Stadtplaner                                                                         | 61    |       |
| 9. Dezember  | Eduard von Schlichting           | preußischer General der Infanterie und Direktor der Kriegsakademie                                                       | 80    |       |
| 10. Dezember | Friedrich August Belcke          | deutscher Posaunist und Komponist                                                                                        | 79    |       |
| 10. Dezember | Heinrich Böcler                  | deutscher Jurist, Mitglied der Frankfurter Nationalversammlung                                                           | 65    |       |
| 11. Dezember | Gustav Buek                      | deutscher Arzt und Physikus                                                                                              | 54    |       |
| 12. Dezember | Matthias Strebinger              | österreichischer Violinist und Komponist                                                                                 | 67    |       |
| 13. Dezember | Friedrich Bauer                  | deutscher Theologe, Pädagoge und Germanist                                                                               | 62    |       |
| 13. Dezember | Christian Messner                | deutscher Tuchmacher und Mundharmonikaerzeuger                                                                           | 69    |       |
| 13. Dezember | Franz Umbscheiden                | pfälzischer Revolutionär und Journalist                                                                                  | 49    |       |
| 14. Dezember | Eduard von Wattenwyl             | Schweizer Jurist, Gutsbesitzer, Politiker und Historiker                                                                 | 54    |       |
| 15. Dezember | Joseph-Martin Cabirol            | französischer Unternehmer und Erfinder                                                                                   | 75    |       |
| 15. Dezember | Nina Gned                        | österreichische Kinderdarstellerin, Theaterschauspielerin und Opernsängerin (Alt)                                        | 63    |       |
| 16. Dezember | August Bahlmann                  | deutscher katholischer Geistlicher und Schriftsteller                                                                    | 61    |       |
| 17. Dezember | Georg von dem Bussche            | deutscher Regierungsbeamter                                                                                              | 83    |       |
| 17. Dezember | John Blake Rice                  | US-amerikanischer Politiker                                                                                              | 65    |       |
| 18. Dezember | Friedrich Beckmann               | deutscher Theaterschauspieler und Komiker                                                                                | 73    |       |
| 19. Dezember | Julius Braun                     | deutscher Rittergutsbesitzer und konservativer Politiker, MdL (Königreich Sachsen)                                       | 66    |       |
| 19. Dezember | Franz Egon von Hoensbroech       | niederrheinischer und niederländischer Adeliger                                                                          | 69    |       |
| 20. Dezember | Julius Paulmann                  | deutscher Theaterschauspieler                                                                                            |       |       |
| 21. Dezember | Heinrich Goldhorn                | deutscher Bibliothekar                                                                                                   | 64    |       |
| 21. Dezember | Johann Valentin Hamm             | deutscher Musikdirektor, Konzertmeister, Komponist und Pianist                                                           | 63    |       |
| 22. Dezember | Günther Keyser                   | Jurist, Reichstagsabgeordneter                                                                                           | 54    |       |
| 22. Dezember | Johann Peter Pixis               | deutscher Pianist und Komponist                                                                                          | 86    |       |
| 23. Dezember | Friedrich Bruckbräu              | deutscher Schriftsteller und Übersetzer                                                                                  | 82    |       |
| 23. Dezember | John Romilly, 1. Baron Romilly   | britischer Jurist | 72    |       |
| 23. Dezember | Johan Wilhelm Zetterstedt        | schwedischer Naturforscher                                                                                               | 89    |       |
| 24. Dezember | Ami Bost                         | Schweizer Erweckungsprediger                                                                                             | 84    |       |
| 24. Dezember | Hermann Püttmann                 | deutscher demokratischer und sozialistischer Publizist, Herausgeber, Journalist und Kunstkritiker des Vormärz            | 63    |       |
| 25. Dezember | Friedrich Wilhelm Hasenclever    | Unternehmer der Chemieindustrie                                                                                          | 65    |       |
| 26. Dezember | Alvah Crocker                    | US-amerikanischer Industrieller und Politiker                                                                            | 73    |       |
| 27. Dezember | Ernst Litfaß                     | deutscher Druckereibesitzer und Verleger                                                                                 | 58    |       |
| 27. Dezember | Peter August Poelchau            | deutsch-baltischer Theologe und lutherischer Bischof                                                                     | 71    |       |
| 28. Dezember | Pauline Eichberg                 | deutsche Pianistin | 35    |       |
| 28. Dezember | Carl Friedrich Schmidt           | preußischer Generalleutnant                                                                                              | 82    |       |
| 28. Dezember | Gerrit Smith                     | US-amerikanischer Politiker                                                                                              | 77    |       |
| 29. Dezember | August Hergenhahn                | nassauischer liberaler Politiker                                                                                         | 70    |       |
| 30. Dezember | Jan Chęciński                    | polnischer Schriftsteller, Schauspieler und Regisseur des Teatr Wielki in Warschau                                       | 48    |       |
| 30. Dezember | Ludwig Dessoir                   | deutscher Schauspieler                                                                                                   | 64    |       |
| 30. Dezember | Louis Duthoit                    | französischer Bildhauer, Zeichner und Dekorateur                                                                         | 67    |       |
| 30. Dezember | Friedrich Matz der Ältere        | deutscher Klassischer Archäologe                                                                                         | 31    |       |
| 30. Dezember | Emmerich Raitz von Frentz        | preußischer Kammerherr und Landrat                                                                                       | 71    |       |
| 30. Dezember | Friedrich Steger                 | deutscher Übersetzer und Autor                                                                                           | 63    |       |
| 31. Dezember | Jakob Kaderli                    | Schweizer Weltreisender und Lehrer                                                                                       | 47    |       |
| 31. Dezember | Christian Kapp                   | deutscher Hochschullehrer, Professor der Philosophie und demokratischer badischer Politiker im Umfeld der Märzrevolution | 76    |       |
| 31. Dezember | Francis Kiernan                  | britischer Anatom und Mediziner                                                                                          | 74    |       |
| 31. Dezember | Alexandre Ledru-Rollin           | französischer Politiker                                                                                                  | 67    |       |
| 31. Dezember | Julius von Leypold               | deutscher Landschaftsmaler                                                                                               | 68    |       |
| 31. Dezember | Thomas Wheeler Williams          | US-amerikanischer Politiker                                                                                              | 85    |       |

## Datum unbekannt
| Tag | Name                                  | Beruf, bekannt als                                                            | Alter | Beleg |
| --- | ------------------------------------- | ----------------------------------------------------------------------------- | ----- | ----- |
|     | Jean-Baptiste-Charles-Joseph Bélanger | französischer angewandter Mathematiker                                        |       |       |
|     | Anton Bömly                           | deutscher Opernsänger (Tenor) und Theaterdirektor                             |       |       |
|     | Ludvig Bødtcher                       | dänischer Lyriker                                                             |       |       |
|     | Otto Crelinger                        | deutscher Bankier und Pionier der Versicherungswirtschaft                     |       |       |
|     | George Robert Crotch                  | englischer Insektenkundler                                                    |       |       |
|     | Adolph Cruse                          | deutscher Verwaltungsjurist                                                   |       |       |
|     | Frangiskos Domeneginis                | griechischer Politiker, Dichter, Maler und Komponist                          |       |       |
|     | Eugène Durieu                         | französischer Fotograf                                                        |       |       |
|     | Biddy Early                           | irische Heilerin                                                              |       |       |
|     | Nikolaus Elscheidt                    | deutscher Bildhauer                                                           |       |       |
|     | Peter Engelmann                       | US-amerikanisch-deutscher Pädagoge und Gründer der German and English Academy |       |       |
|     | August Rudolf Gebser                  | deutscher Autor und Theologe                                                  |       |       |
|     | Alfred Gibson                         | Entdeckungsreisender in Australien                                            |       |       |
|     | Max von Gutschneider                  | bayerischer Verwaltungsbeamter                                                |       |       |
|     | Elijahu Guttmacher                    | Rabbiner und Vorläufer des Zionismus                                          |       |       |
|     | Karl Borromäus Hanl von Kirchtreu     | Bischof von Königgrätz                                                        |       |       |
|     | Carl Friedrich Harveng                | deutscher Landschaftsmaler und Illustrator                                    |       |       |
|     | Philipp Keil                          | Kommandant der Darmstädter Bürgergarde                                        |       |       |
|     | Friedrich Klincksieck                 | Buchhändler und Verleger                                                      |       |       |
|     | Carl Lange                            | deutscher Maler und Lithograf                                                 |       |       |
|     | Ma Dexin                              | chinesischer Gelehrter des Islam und Religionsführer                          |       |       |
|     | Friedrich Wilhelm Müser               | deutscher Mediziner; Verwaltungsratsvorsitzender der Harpener Bergbau AG      |       |       |
|     | William Edward Nightingale            | britischer Unitarier und Vater von Florence Nightingale                       |       |       |
|     | Karl Gottlieb Reinhard Oehler         | deutsch-schweizerischer Unternehmer                                           |       |       |
|     | Jean-Félicité-Théodore Ortolan        | französischer Seerechtsexperte                                                |       |       |
|     | Ferdinand Pautrot                     | französischer Tierbildhauer                                                   |       |       |
|     | Antonio Pimentel                      | Präsident der Dominikanischen Republik                                        |       |       |
|     | Henry Salwey                          | britischer Politiker, Mitglied des House of Commons                           |       |       |
|     | Karl August Christian Sckell          | deutscher Hofgärtner                                                          |       |       |
|     | Elias Sehlstedt                       | schwedischer Lyriker                                                          |       |       |
|     | James S. Slingerland                  | US-amerikanischer Politiker                                                   |       |       |
|     | Otto Stavenhagen                      | deutscher Politiker, MdR                                                      |       |       |
|     | Carl Friedrich Uhlig                  | Musikinstrumentebauer, Erfinder der Chemnitzer Konzertina                     |       |       |
|     | Carl Friedrich Voigt                  | deutscher Medailleur, Graveur, Edelsteinschneider und Stempelschneider        |       |       |
|     | John Craven Westenra                  | britischer Politiker, Mitglied des House of Commons                           |       |       |
|     | Simon Wonga                           | Führer der Aborigines                                                         |       |       |